# Öffnungsrecht
Als Öffnungsrecht wurde im Mittelalter das Recht eines Lehnsherrn, genauer gesagt eines Territorial- oder Schutzherrn bezeichnet, das ihm im Kriegs- oder Fehdefall die unentgeltliche Nutzung eines befestigten Hauses (Festes Haus) oder sogar einer Stadt erlaubte, um auf diese Art einen militärischen Stützpunkt zu errichten.
Der Öffnungsgeber räumte somit dem Öffnungsnehmer ein Betretungs- und militärisches Mitbenutzungsrecht an seinem Besitz ein, bei dem es sich mehrheitlich um Burgen, Schlösser und befestigte Rittergüter handelte. Solche Anlagen wurden dann als Offenhaus bezeichnet.
Ursprünglich nur dem König zustehend, ging das Recht zur Öffnung im Laufe des Mittelalters im westlichen Europa auch auf Herzöge und Lehnsherren über. Im Falle von Lehensvergaben war das Öffnungsrecht des Lehnsherrn meist inbegriffen. Bei Allodialen wurde es häufig gegen eine vertraglich vereinbarte Summe verkauft, oder sein Eigentümer erhielt als Gegenleistung Schutz und Hilfe durch den Öffnungsnehmer.
Auch viele Reichsstädte regelten durch Öffnungsverträge die Möglichkeit, feste Häuser auf eigenem Territorium oder im städtischen Umfeld im Konfliktfall durch ihre Truppen nutzen zu können. Der Öffnungsgeber erhielt als Gegenwert oft das städtische Bürgerrecht. Häufig musste aber das Öffnungsrecht auch nach einer militärischen Niederlage dem Sieger als „Bußleistung“ eingeräumt werden.
Neben der militärstrategischen Bedeutung gestattete das Öffnungsrecht dem Öffnungsnehmer, jederzeit das Offenhaus zu nutzen, dort auf Kosten des Inhabers zu wohnen, solange es ihm nötig erschien, nach freiem Ermessen hinein- und hinauszugehen und während dieser Zeit die Herrschaft über die dazugehörigen Besitzungen auszuüben. Offenhäuser wurden somit zugleich Versorgungsstützpunkte und Herbergen des entsprechenden Landes- oder Lehnsherrn.